# Universidad de Chile
Die Universidad de Chile (deutsch: Universität von Chile) mit Sitz in Santiago de Chile ist die größte und älteste Universität Chiles. Sie zählt rund 30.000 Studenten (Stand 2022).

## Geschichte

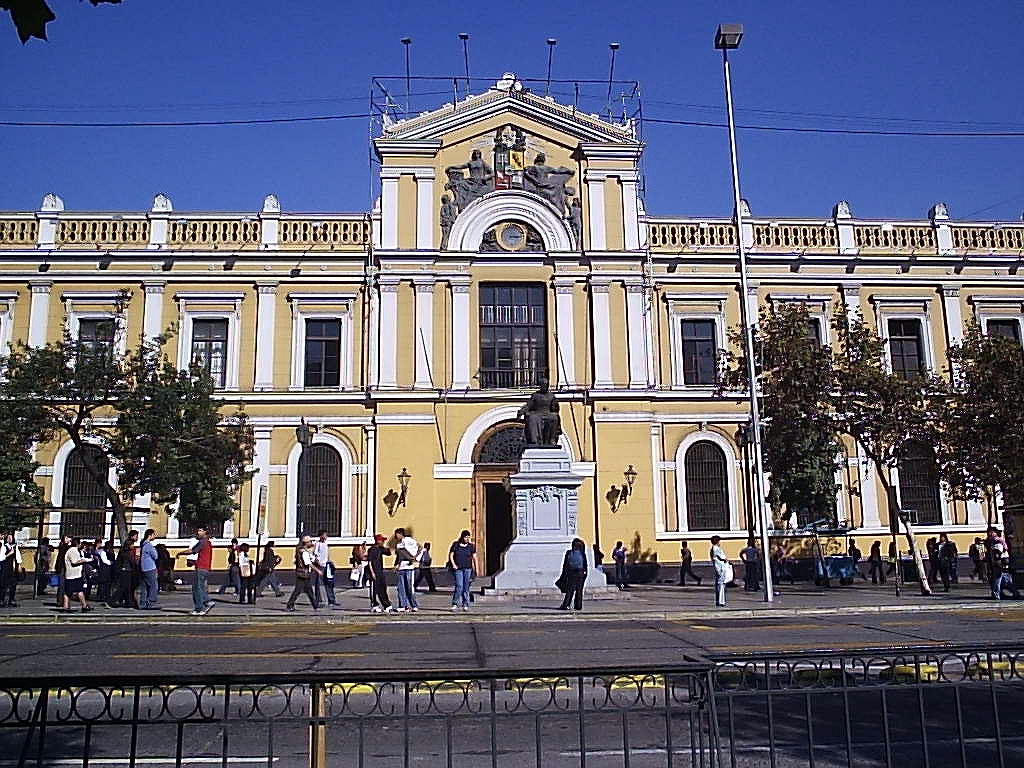
Universität von Chile

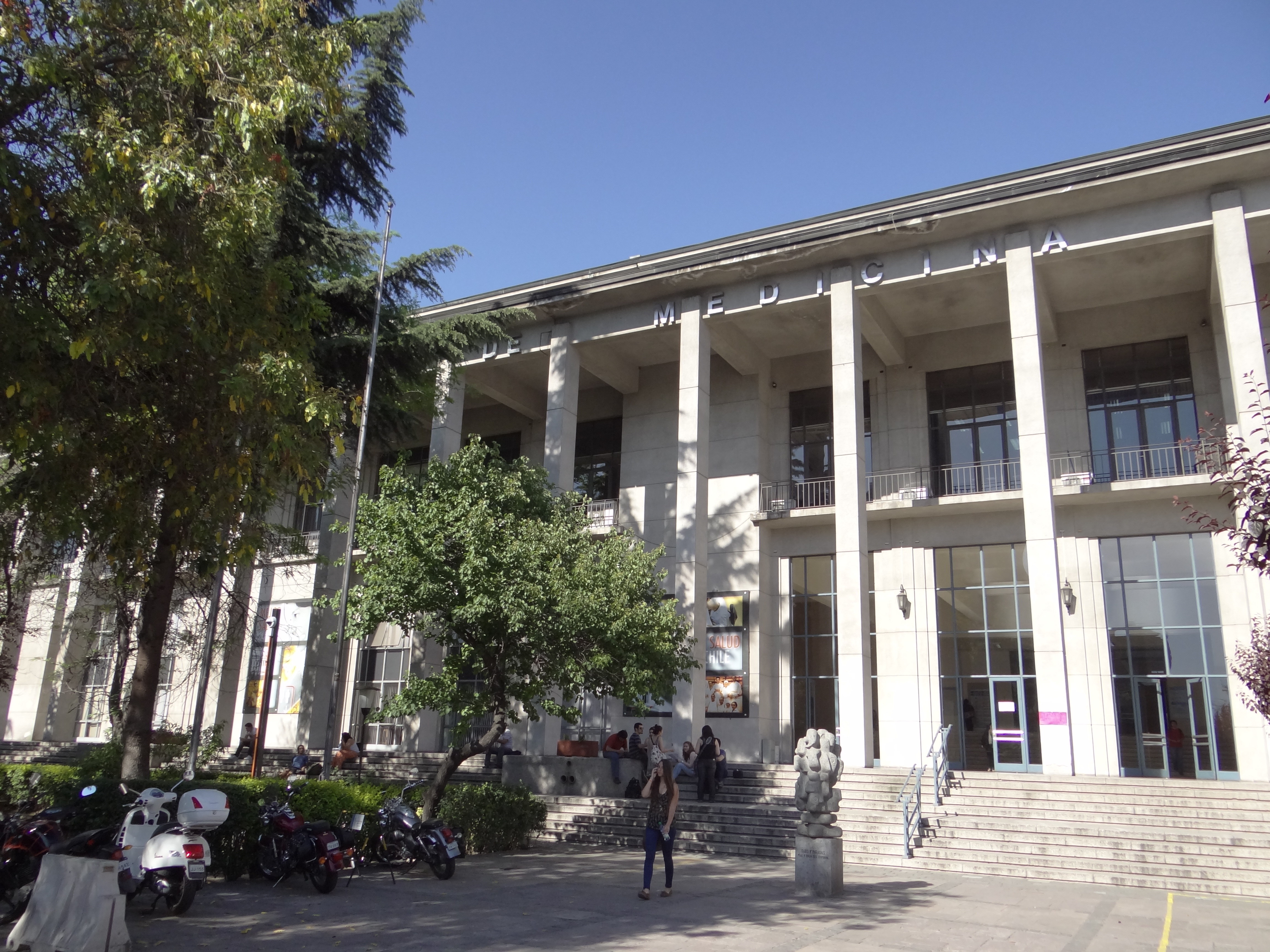
Medizinische Fakultät

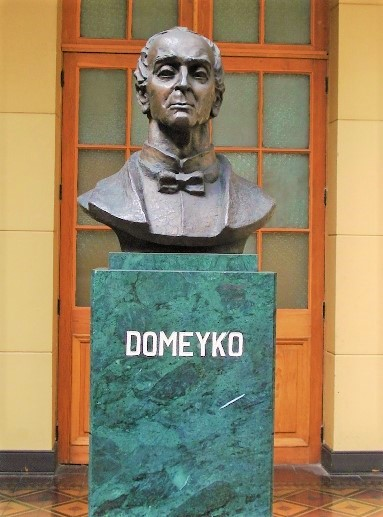
I. Domeyko, Rektor der Universidad de Chile von 1867 bis 1883

Die Wurzeln der Universitäten reichen zurück in das Jahr 1622, als am 19. August die erste Universität in Chile unter dem Namen Santo Tomás de Aquino gegründet wurde. Am 28. Juli 1738 wurde sie zu Ehren König Philipps V. von Spanien in Real Universidad de San Felipe umbenannt. Im Volksmund ist sie auch als Casa de Bello (span.: Bellos Haus – nach ihrem ersten Rektor, Andrés Bello) bekannt. Das zentrale Haus der Universität, das im neoklassizistischen Stil erbaut und 1872 fertiggestellt wurde, befindet sich in der Avenida Libertador General Bernardo O’Higgins, der Hauptstraße der Stadt.
Am 17. April 1839, nachdem Chile vom Mutterland, dem Königreich Spanien, unabhängig geworden war, wurde die Universität zur Universidad de Chile gegründet. Sie öffnete am 19. November 1842. Während dieser Zeit waren fünf Fakultäten eingerichtet:
- Anthropologie und Philosophie
- mathematische Wissenschaften und Physik
- Rechtswissenschaften und Politikwissenschaft
- Medizin
- Theologie.

1931 wurden daraus sechs Fakultäten:
- Philosophie und Erziehungswissenschaften
- Rechts- und Sozialwissenschaften
- Biologie und Medizin,
- Physik und mathematische Wissenschaften
- Agrarökonomie und Veterinärmedizin
- Kunstwissenschaften.

Später wurden noch die Fakultäten
- Wirtschaftswissenschaften
- Architektur
- Zahnmedizin
- Chemie und Pharmazie

hinzugefügt, sowie folgende Institute:
- Institut für öffentliche Angelegenheiten
- Institut für internationale Studien
- Institut für Kommunikation und Bildwissenschaft
- Institut für Ernährung und Nahrungsmitteltechnologie

Die Universität betreibt zahlreiche landesweite Projekte, beispielsweise:
- Das nationale Himmelsobservatorium seit 1852
- Forschungsaktivitäten in der Antarktis seit 1940
- seismologische Untersuchungen, insbesondere Vulkanaktivitäten seit 1908
- Chiles Symphonieorchester seit 1941
- Chiles Nationalballett seit 1945
- Zentrum für byzantinische, neohellenische, arabische und judaistische Studien
- Chiles NIC.

## Kunst und Kultur

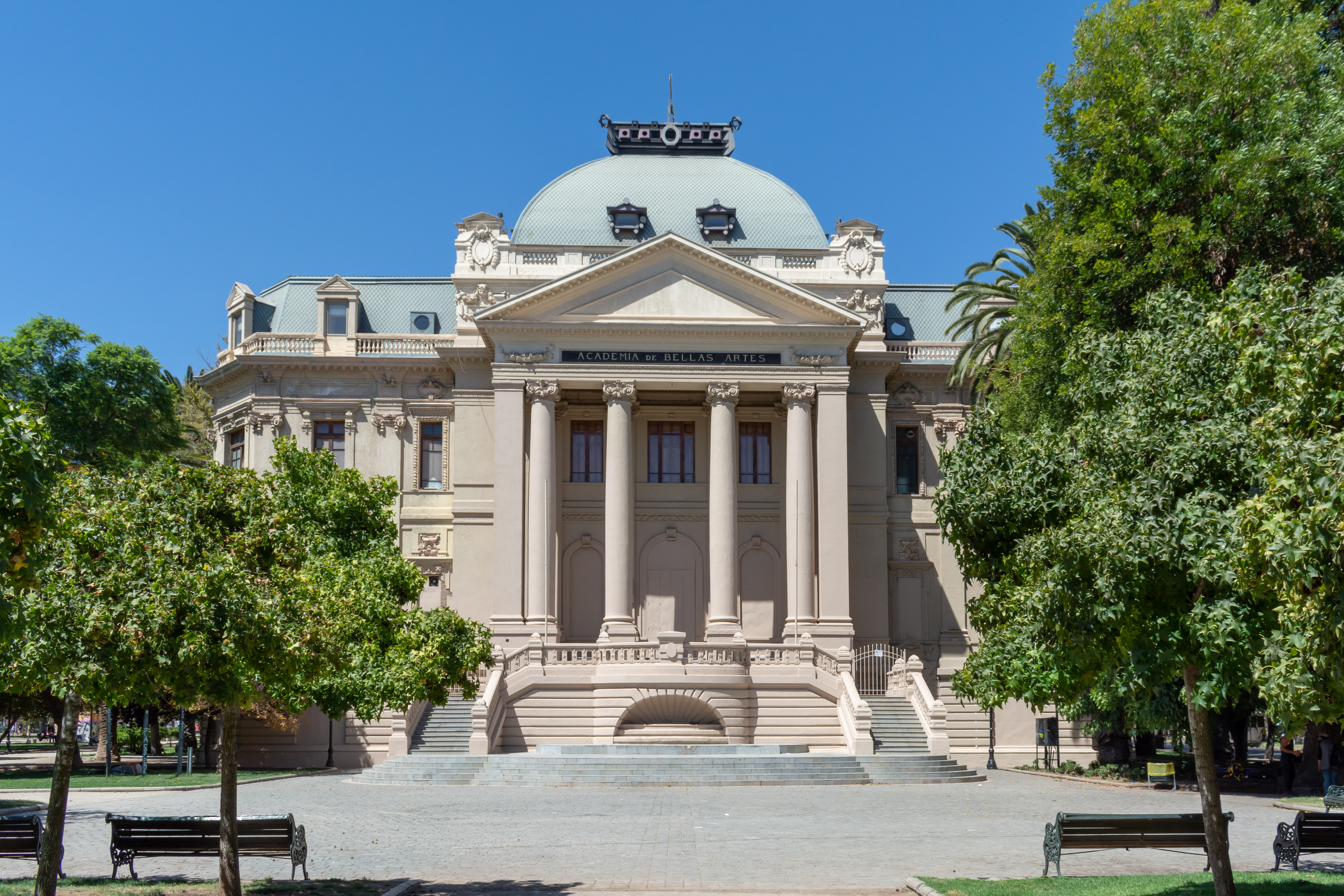
Museo de Arte Contemporáneo

Das Museo de Arte Contemporáneo der Universität wurde 1947 eingeweiht. Es befindet sich seit 1972 im Palacio de Bellas Artes im Parque Forestal. Das historische Gebäude wurde bei den Erdbeben von 1985 und 2010 stark beschädigt. Es beherbergt auf 7000 m² eine systematische Sammlung vorwiegend chilenischer Kunst von 3200 Exponaten, darunter aber auch einige der Künstler Friedensreich Hundertwasser, David Batchelor und Isamu Noguchi.

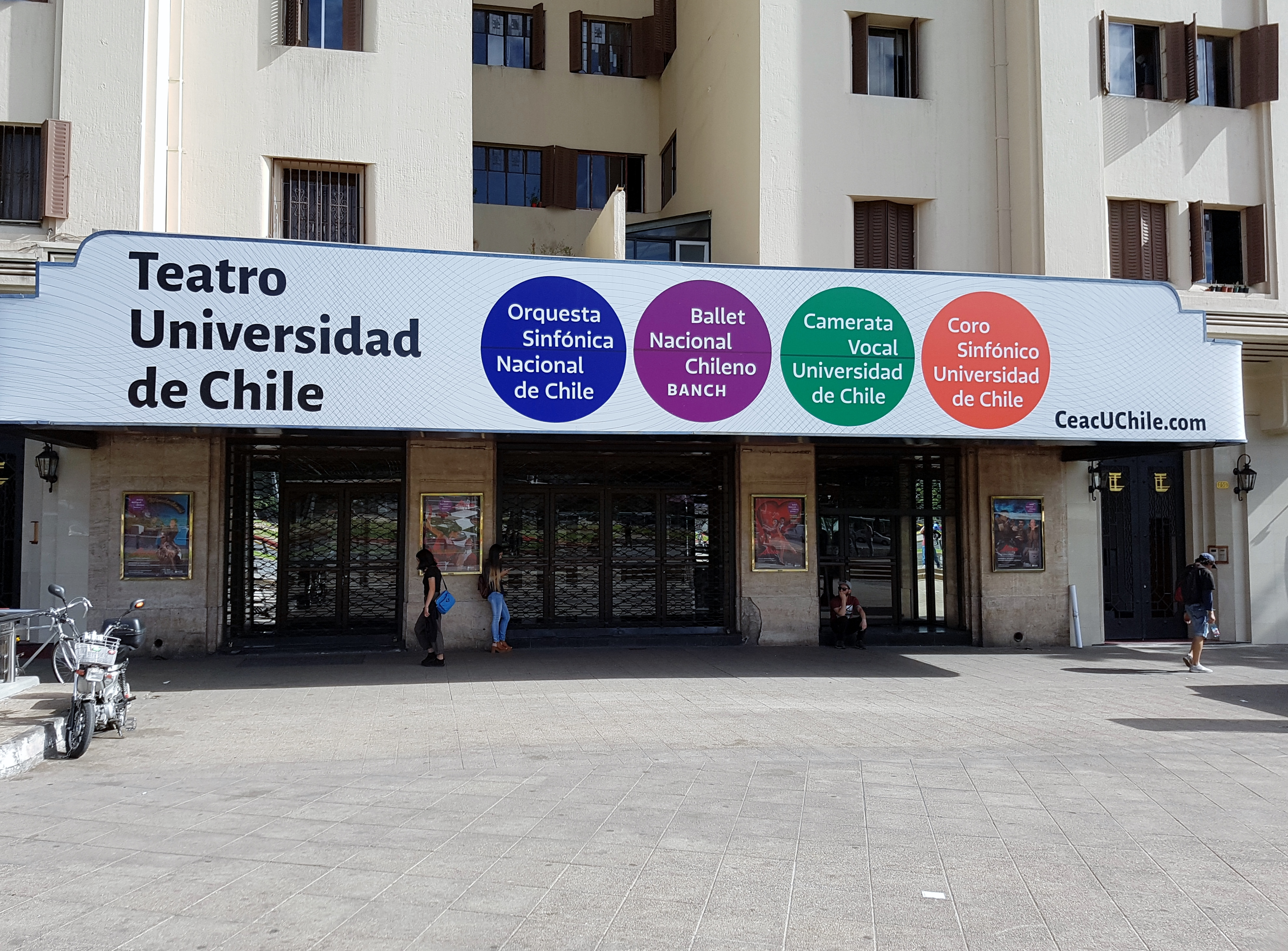
Theater der Universidad de Chile

Das Kunst- und Kulturzentrum (Centro de Extensión Artística y Cultural) der Universität wurde 1987 gegründet. Zu seinen Aufgaben gehört die Verwaltung des Nationalen Symphonieorchesters, des Chilenischen Nationalballetts und des Theaters der UC an der Plaza Italia.

## Sport
Der Fußballverein CF Universidad de Chile wurde am 24. November 1927 als Club Deportivo Universitario von Studenten der Universidad de Chile gegründet. 1980 erfolgte die Ausgliederung aus der Universität zu einem rechtlich eigenständigen Verein.

## Absolventen
- Alejandro Jara (* 1949), chilenischer Diplomat und stellvertretender Generaldirektor der Welthandelsorganisation